# قائمة حلقات ون بيس الخاصة
ون بيس هو مسلسل أنمي ياباني من تأليف إييتشيرو أودا وهو يرتكز على فصول مانغا ون بيس التي تتبع مغامرات مونكي دي لوفي، فتى شاب اكتسب جسمه خصائص المطاط بعد أكله بالخطأ فاكهة الشيطان (فاكهة المحيط حسب الدبلجة العربية الرسمية)، وطاقمه المتنوع من القراصنة، المسمين قراصنة قبعة القش. يستكشف لوفي المحيط بحثاً عن أعظم كنوز العالم المعروف باسم «ون بيس» (القطعة الواحده) ليصبح ملك القراصنة الثاني.
تم إنتاج 12 حلقة خاصة غير مرتبطة بسيرورة قصة الأنمي، كما أن لها ترقيم خاص بعيدا عن الأنمي. تميزت هذه الحلقات بطول مدتها بين 45 و 110 دقيقة في كل حلقة. بالإضافة للحلقات الخاصة، أنتجت حلقات خاصة أخرى تابعة لحلقات الأنمي الأصلية، إضافة إلى حلقات أخرى تمهيدية للأفلام وحلقات ترويجية على يوتيوب.

## الحلقات الخاصة

### قائمة الحلقات الخاصة
| رقم الحلقة | عنوان الحلقة | تاريخ العرض الأصلي | مدة الحلقة |
| ---------- | --- | ------------------ | ---------- |
| SP1        | «مغامرة لوفي في قاع المحيط!» (ワンピース TVスペシャル 海のヘソの大冒険)                                                                  | 20 ديسمبر 2000     | 50 دقيقة   |
| SP2        | «الانفتاح على البحر العظيم! حلم الأب، الكبير!» (ワンピース 大海原にひらけ!でっかいでっカイ父の夢!)                                       | 6 أبريل 2003       | 46 دقيقة   |
| SP3        | «حماية! المشهد العظيم الأخير» (ワンピース 守れ!最後の大舞台)                                                                             | 14 ديسمبر 2003     | 46 دقيقة   |
| SP4        | «سلسلة الدراما التاريخية: قصة المحقق لوفي» مخطط نهاية السنة! قصة زعيم قبعة القش لوفي! (ワンピース年末特別企画!麦わらのルフィ親分捕物帖)  | 18 ديسمبر 2005     | 42 دقيقة   |
| SP5        | «حلقة نامي: دموع الملاحة وروابط الأصدقاء» (エピソードオブナミ ～航海士の涙と仲間の絆～)                                                  | 25 أغسطس 2012      | 106 دقيقة  |
| SP6        | «حلقة لوفي: مغامرة في جزيرة هاند» (エピソードオブルフィ ～ハンドアイランドの冒険～)                                                      | 15 ديسمبر 2012     | 102 دقيقة  |
| SP7        | «حلقة ميري: صديق ليس ككل الأصدقاء» (エピソードオブメリー ～もうひとりの仲間の物語～)                                                     | 24 أغسطس 2013      | 106 دقيقة  |
| SP8        | «3D2Y: التغلب على موت إيس! تعهد لوفي لأصدقائه!» (〝3D2Y〟 エースの死を越えて! ルフィ仲間との誓い)                                        | 30 أغسطس 2014      | 107 دقيقة  |
| SP9        | «حلقة سابو: رابطة الأخوة الثلاثة!» (エピソードオブサボ 〜3兄弟の絆 奇跡の再会と受け継がれる意志〜)                                       | 22 أغسطس 2015      | 107 دقيقة  |
| SP10       | « مغامرة نيبولانديا» (ワンピース アドベンチャー オブ ネブランディア)                                                                     | 19 ديسمبر 2015     | 106 دقيقة  |
| SP11       | «قلب من ذهب» (ワンピース ハートオブ ゴールド)                                                                                            | 23 يوليو 2016      | 104 دقيقة  |
| SP12       | «الأزرق الشرقي: مغامرة لوفي العظيمة مع أصدقائه الأربعة» (ワンピース エピソードオブ東の海（イーストブルー）～ルフィと4人の仲間の大冒険～) | 26 أغسطس 2017      | 106 دقيقة  |
| SP13       | «حلقة سكايبيا» (エピソードオブ空島) | 25 أغسطس 2018      | 105 دقيقة  |

## حلقات الأنمي الخاصة

### لوفي، القائد
تؤرخ هذه الحلقات مرحلة الإقطاعية في اليابان ودور القراصنة في تلك الحقبة.
| رقم الحلقة | عنوان الحلقة                                                                                  | تاريخ العرض الأصلي |
| ---------- | --------------------------------------------------------------------------------------------- | ------------------ |
| 291        | «عودة القائد لوفي! هذا حلم أم حقيقة؟ اليناصيب والنكسات!» (ルフィ親分再び! 夢か現か富くじ騒動) | 24 ديسمبر 2006     |
| 292        | «سباق كبير على كعكة الأرز! طاقم الأنف الأحمر!» (お城で餅まき大レース! 赤い鼻の陰謀)           | 7 يناير 2007       |
| 303        | «القائد لوفي هو المذنب؟ تعقب شجرة كرز كبيرة مفقودة!» (犯人はルフィ親分? 消えた大桜を追え)     | 1 أبريل 2007       |
| 406        | «عودة حقبة الإقطاعية – لوفي يظهر مرة أخرى» (時代劇特別編 ルフィ親分再び見参)                  | 21 يونيو 2009      |
| 407        | «عودة حقبة الإقطاعية – فخ إسقاط الشركة» (時代劇特別編 破れ! スリラー商会の罠)                 | 28 يونيو 2009      |

### تشوبرمان
هذه الحلقة خارجة عن مسار القصة، حيث يظهر توني توني تشوبر كبطل خارق للمرة الثانية (بعد المرة الأولى حين كان أوماكي)، وتظهر الشخصيات بشكل مشوه للغاية.
| رقم الحلقة | عنوان الحلقة                                                                             | تاريخ العرض الأصلي |
| ---------- | ---------------------------------------------------------------------------------------- | ------------------ |
| 336        | «تشوبرمان المنقذ! حماية محطة التلفزيون على الشاطئ!» (出動チョッパーマン！守れ渚のＴＶ局) | 23 ديسمبر 2007     |

### ون بيس × توريكو
هي حلقة خاصة بمناسبة عيد ميلاد مجلة شونن جمب الأسبوعية، حيث يظهر أنمي توريكو في الجزء الأول من الحلقة، وون بيس في الجزء الثاني.
| رقم الحلقة | عنوان الحلقة                                                             | تاريخ العرض الأصلي |
| ---------- | ------------------------------------------------------------------------ | ------------------ |
| 492        | «الفريق القوي! لوفي وتوريكو يتحدان!» (最強タッグ! 奮闘、ルフィとトリコ!) | 3 أبريل 2011       |
| 542        | «الفريق اكتمل! إنقاذ تشوبر!» (チーム結成! チョッパーを救え)              | 8 أبريل 2012       |

### ون بيس × توريكو × دراغون بول
حلقة خاصة جمعت بين شخصيات ون بيس، توريكو ودراغون بول، حيث أنتجت حلقتين؛ الأولى في الحلقة 99 من أنمي توريكو، والثانية في الحلقة 590 من ون بيس لمدة 48 دقيقية.
| رقم الحلقة | عنوان الحلقة                                                           | تاريخ العرض الأصلي |
| ---------- | ---------------------------------------------------------------------- | ------------------ |
| 590        | «التعاون الأقوى في التاريخ ضد شره البحار» (史上最強コラボVS海の大食漢) | 7 أبريل 2013       |

## حلقات الأفلام

### العالم القوي
| رقم الحلقة | عنوان الحلقة                                                                                           | تاريخ العرض الأصلي |
| ---------- | --- | ------------------ |
| 426        | «العرض الخاص بالفيلم! طموح الأسد الذهبي على المضي قُدُما!» (映画連動特別編 動き出す金獅子の野望)         | 15 نوفمبر 2009     |
| 427        | «العرض الخاص بالفيلم! العرض الخاص بالفيلم! الشرق الأزرق في خطر!» (映画連動特別編 狙われた小さな東の海) | 22 نوفمبر 2009     |
| 428        | «العرض الخاص بالفيلم! هجمة شرسة من القراصنة أميغو!» (映画連動特別編 アミーゴ海賊団の猛攻)              | 29 نوفمبر 2009     |
| 429        | «العرض الخاص بالفيلم! لوفي ضد لارغو – المعركة نشطة!» (映画連動特別編 決戦! ルフィVSラルゴ)             | 6 ديسمبر 2009      |

### ون بيس زد
| رقم الحلقة | عنوان الحلقة                                                      | تاريخ العرض الأصلي |
| ---------- | ----------------------------------------------------------------- | ------------------ |
| 575        | «طموح زد! ليلي العملاقة الصغيرة!» (Zの野望編 小さな巨人リリー!)   | 2 ديسمبر 2012      |
| 576        | «طموح زد! الجيش القوي والمظلم» (Zの野望編 謎の最強軍団登場!)      | 9 ديسمبر 2012      |
| 577        | «طموح زد! خطة الهروب الكبير اليائس» (Zの野望編 決死の大脱出作戦!) | 16 ديسمبر 2012     |
| 578        | «طموح زد! لوفي ضد شوزو» (Zの野望編 ルフィVSシューゾ!)             | 23 ديسمبر 2012     |

### ون بيس غولد
| رقم الحلقة | عنوان الحلقة                                                                    | تاريخ العرض الأصلي |
| ---------- | ------------------------------------------------------------------------------- | ------------------ |
| 747        | «القلعة الفضية! مغامرة لوفي وبارتو العظيمة!» (銀の要塞 ルフィとバルト大冒険)    | 26 يونيو 2016      |
| 748        | «متاهة تحت الأرض! لوفي ضد الترام البشري!» (地下迷宮 ルフィ対トロッコ人間)       | 3 يوليو 2016       |
| 749        | «تقنية السيف الساخن! وأخيرا ظهر زورو!» (剣技白熱 ロー・ゾロ遂に見参！)          | 10 يوليو 2016      |
| 750        | «وضع يائس! لوفي يخوض معركة في الحرارة الشديدة!» (絶対絶命 ルフィ極限の灼熱決戦) | 17 يوليو 2016      |

## حلقات ترويجية
حلقات ترويجية متعلقة بالأفلام صدرت على الهواتف الذكية وعلى يوتيوب.
| رقم الحلقة                | عنوان الحلقة                                             | تاريخ العرض الأصلي |
| ------------------------- | -------------------------------------------------------- | ------------------ |
| 1                         | «الجزيرة المجيدة» (GLORIOUS ISLAND)                      | 23 ديسمبر 2012     |
| تقديمية لفيلم ون بيس زد   |                                                          |                    |
| 2                         | «ون بيس: غولد الحلقة 0» (ONE PIECE FILM: GOLD EPISODE 0) | 1 يوليو 2016       |
| تقديمية لفيلم ون بيس غولد |                                                          |                    |